# Vraždy na přelomu století
Vraždy na přelomu století (v polském originále Belle Époque) je polský kriminální televizní seriál produkovaný produkční společností Akson Studio. Seriál měl v Polsku premiéru 15. února 2017 na stanici TVN. V Česku měl seriál premiéru 6. dubna 2018 na Primě.

## Obsazení

### Hlavní role
- Paweł Małaszyński jako Jan Edigey-Korycki
- Magdalena Cielecka jako Konstancja Morawiecka
- Anna Próchniak jako Weronika Skarżyńska
- Vanessa Aleksander jako Mila
- Eryk Lubos jako Henryk Skarżyński
- Olaf Lubaszenko jako Ferdynand Jelinek
- Eryk Kulm jako Zygmunt Kazanecki

### Vedlejší role
- Edward Linde-Lubaszenko jako Orest
- Weronika Rosati jako Michalina „Misia” Antczak
- Krzysztof Stasierowski jako Wernicki
- Mateusz Rusin jako Mikołaj Staruk
- Grzegorz Przybył jako Franciszek Staruk
- Daniel Chryc jako hospodský
- Dariusz Kwaśnik jako kněz Adam

## Seznam dílů
| Č. v seriálu | Č. v řadě | Původní název         | Český název           | Režie        | Scénář                                                             | Premiéra v Polsku | Premiéra v ČR   |
| ------------ | --------- | --------------------- | --------------------- | ------------ | ------------------------------------------------------------------ | ----------------- | --------------- |
| 1            | 1         | Święte                | Mučednické vraždy     | Michał Gazda | Igor Brejdygant, Marek Bukowski, Maciej Dancewicz a Maciej Pisarek | 15. února 2017    | 6. dubna 2018   |
| 2            | 2         | Kryształki Teichmanna | Poběhlice             | Michał Gazda | Igor Brejdygant, Marek Bukowski a Maciej Dancewicz                 | 22. února 2017    | 13. dubna 2018  |
| 3            | 3         | Aniele Boży           | Rodinný klan          | Michał Gazda | Igor Brejdygant, Marek Bukowski a Maciej Dancewicz                 | 1. března 2017    | 20. dubna 2018  |
| 4            | 4         | Trep                  | Vražda v dobré rodině | Michał Gazda | Igor Brejdygant, Marek Bukowski a Maciej Dancewicz                 | 8. března 2017    | 27. dubna 2018  |
| 5            | 5         | Węgiel                | Neštěstí v dole       | Michał Gazda | Igor Brejdygant, Marek Bukowski a Maciej Dancewicz                 | 15. března 2017   | 4. května 2018  |
| 6            | 6         | Adolf                 | Vrah z tržnice        | Michał Gazda | Igor Brejdygant, Marek Bukowski a Maciej Dancewicz                 | 22. března 2017   | 11. května 2018 |
| 7            | 7         | Antoś                 | Únos dítěte           | Michał Gazda | Igor Brejdygant, Marek Bukowski a Maciej Dancewicz                 | 29. března 2017   | 18. května 2018 |
| 8            | 8         | Łańcuszek             | Zlaté jablko          | Michał Gazda | Igor Brejdygant, Marek Bukowski a Maciej Dancewicz                 | 5. dubna 2017     | 25. května 2018 |
| 9            | 9         | Samobójstwa           | Sebevrazi             | Michał Gazda | Igor Brejdygant, Marek Bukowski a Maciej Dancewicz                 | 12. dubna 2017    | 1. června 2017  |
| 10           | 10        | Ślub                  | Pravda o Konstancii   | Michał Gazda | Igor Brejdygant, Marek Bukowski a Maciej Dancewicz                 | 19. dubna 2017    | 8. června 2017  |